# Grandma Moses
Anna Mary Robertson Moses (7 september 1860 - 13 december 1961), beter bekend als Grandma Moses, was een 20e-eeuwse kunstenares. Ze wordt veelal gezien als het typische voorbeeld van een individu met een tweede loopbaan op latere leeftijd.

## Biografie

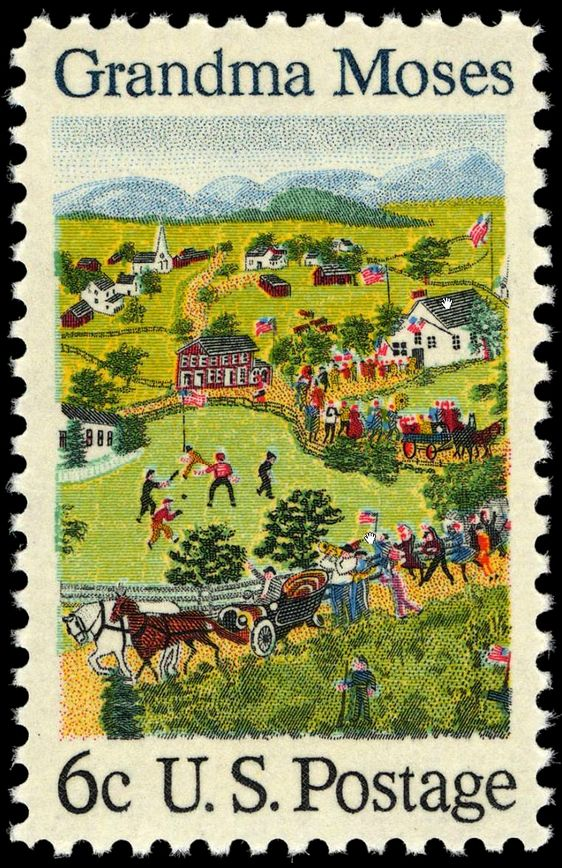
Postzegel (Washington DC 1969) met Grandma Moses' July Fourth. Ontwerp Robert J. Jones

Robertson werd geboren op 7 september 1860, op een boerderij in Greenwich, New York, in een familie van 10 kinderen. In 1887, op de leeftijd van 27, trouwde ze met boerenknecht Thomas Salmon Moses en het echtpaar vestigde zich op een boerderij in Virginia, alwaar ze bijna twee decennia bleven wonen. Gedurende deze tijd baarde Robertson 10 kinderen, van wie vijf stierven in de kinderjaren. In 1905 keerde het echtpaar terug naar New York en vestigde zich in Eagle Bridge, niet ver van haar geboorteplaats. In 1927 stierf haar echtgenoot Thomas. Robertson bleef de boerderij draaiende houden, samen met de hulp van haar jongste zoon. In 1936 ging ze noodgedwongen met pensioen, na diagnoses van artritis en andere ouderdomskwalen.
Grandma Moses werd op de leeftijd van 78 jaar ontdekt als kunstschilderes. Zij had haar hele leven geld verdiend als handwerkster. Toen zij als gevolg van artritis noodgedwongen moest stoppen, heeft ze het roer omgegooid en begon ze rond haar zeventigste levensjaar met schilderen. Gedurende de daarop volgende 30 jaar maakte ze 1500 schilderijen, vooral over haar leven op de boerderij.
Haar werk is tentoongesteld in galeries in New York en op diverse locaties in Europa en Japan. Haar kunstwerken werden zo populair dat ze veel gebruikt zijn op de kaarten van Hallmark.
Ze overleed in 1961 op 101-jarige leeftijd.
- Bibsys: 90190038
- Bibliothèque nationale de France: cb13757217s (data)
- CiNii: DA01441679
- Gemeinsame Normdatei: 118641212
- International Standard Name Identifier: 0000 0003 8309 1915
- Library of Congress Control Number: n79003969
- National Archives and Records Administration: 10582260
- Bibliotheek van het Japanse parlement: 00450638
- Nationale Bibliotheek van Tsjechië: xx0201352
- Nationale Bibliotheek van Israël: 987007275588105171
- Nationale en Universitaire bibliotheek Zagreb: 000292036
- Nederlandse Thesaurus van Auteursnamen: 071975497
- RKD-Nederlands Instituut voor Kunstgeschiedenis: 57946
- LIBRIS: 277066
- SNAC: w6k17t92
- Système universitaire de documentation: 067711162
- Trove: 1265037
- Union List of Artist Names: 500032111
- Virtual International Authority File: 52482749